# Sean Morley
Sean Allen Morley (Oakville (Ontario), 6 maart 1971), beter bekend als Val Venis, is een Canadees professionele worstelaar die vooral bekend is van zijn tijd bij World Wrestling Entertainment, van 1998 tot 2009.

## In het worstelen
- Finishers
  - Big Package 1998–2000
  - Money Shot (WWE) / Diving splash with theatrics (TNA)
  - Venis Flytrap

- Signature moves
  - Big splash
  - Elbow drop
  - Half nelson slam
  - High knee
  - Knee drop
  - Mounted punches
  - Piledriver
  - Russian legsweep
  - Spinning spinebuster
  - Spin-out powerbomb

- Bijnamen
  - "The Big Valbowski" (WWE/TNA)
  - "Your Feature Presentation" (TNA)

- Managers
  - Mrs. Yamaguchi-San
  - Terri Runnels
  - Nicole Bass
  - Ryan Shamrock
  - Trish Stratus

- Opkomstnummers
  - "Hello Ladies" van Jim Johnston (WWF/WWE/Independent Circuit)
  - "Chief Morley Theme" van Jim Johnston
  - "Cool Dude (Remix)" van Dale Oliver (TNA)

## Prestaties
- Consejo Mundial de Lucha Libre
  - CMLL World Heavyweight Championship (1 keer)

- Fédération de Lutte Britannique
  - BWF Heavyweight Championship (1 keer)

- Heartland Wrestling Association
  - HWA Tag Team Championship (1 keer met Steve Bradley)

- International Wrestling Association
  - IWA World Tag Team Championship (1 keer met Ricky Santana; eerste titel)

- World Wrestling Council
  - WWC World Tag Team Championship (2 keer met Glamour Boy Shane en 1 keer met Rex King)
  - WWC World Television Championship (2 keer)

- World Wrestling Federation / World Wrestling Entertainment
  - WWE World Tag Team Championship (1 keer met Lance Storm)
  - WWF European Championship (1 keer)
  - WWF Intercontinental Championship (2 keer)

- Andere titels
  - NCW Heavyweight Championship (1 keer)
  - IPW Tag Team Championship (1 keer met Eric Shafee)